# طرحی برای مرگ
طرحی برای مرگ (انگلیسی: Design for Death) فیلمی مستند به کارگردانی ریچارد فلایشر است که در سال ۱۹۴۸ منتشر شد.